# Liste des records des Red Wings de Détroit
Cette page présente les principaux records d'équipe ou individuels des Red Wings de Détroit. Cette franchise de hockey sur glace évolue dans la Ligue nationale de hockey.

## Records d’équipe
Cette section présente les records d'équipe des Red Wings :
| Record                             | Nombre | Année(s)                                                        | Matchs joués |
| ---------------------------------- | ------ | --------------------------------------------------------------- | ------------ |
| Points                             | 131    | 1995-1996                                                       | 82           |
| Victoires                          | 62     | 1995-1996                                                       | 82           |
| Matchs nuls                        | 18     | 1952-1953 / 1980-1981 / 1996-1997                               | 70 / 80 / 82 |
| Défaites                           | 13     | 1950-1951 / 1995-1996                                           | 70 / 82      |
| Buts pour                          | 369    | 1992-1993                                                       | 84           |
| Buts contre                        | 132    | 1953-1954                                                       | 70           |
| Buts en un match                   | 15     | 23 janvier 1944 (contre les Rangers de New York : score 15 à 0) | -            |
| Blanchissages en une saison        | 13     | 1953-1954                                                       | 70           |
| Minutes de pénalités en une saison | 2 393  | 1985-1986                                                       | 80           |

### Séquences de victoires
Cette section présente les plus longues séquences de victoires de l'histoire des Red Wings :
| Lieu                  | Nombre | Séquence |
| --------------------- | ------ | --- |
| Domicile et extérieur | 9      | (7 fois) Du 3 mars 1951 au 21 mars 1951 - Du 27 février 1955 au 20 mars 1955 Du 12 décembre 1995 au 31 décembre 1995 - Du 3 mars 1996 au 22 mars 1996 |
| Domicile              | 23,    | Du 5 novembre 2011 19 février 2012 |
| Extérieur             | 12     | Du 1er mars 2006 au 15 avril 2006 |

### Séquences sans défaite
Cette section présente les plus longues séquences d'invincibilité de l'histoire des Red Wings :
| Lieu                  | Nombre | Séquence                                                                                     |
| --------------------- | ------ | -------------------------------------------------------------------------------------------- |
| Domicile et extérieur | 15     | Du 27 novembre 1952 au 28 décembre 1952 (8 victoires et 7 matchs nuls)                       |
| Domicile              | 19     | Du 31 décembre 2000 au 7 avril 2001 (17 victoires et 2 matchs nuls/défaites en prolongation) |
| Extérieur             | 15     | Du 18 octobre 1951 au 20 décembre 1951 (10 victoires et 5 matchs nuls)                       |

## Records individuels
Cette section présente les principaux records individuels de l'histoire des Red Wings :
| Record                                     | Joueur          | Nationalité       | Nombre                          | Année(s)                                |
| ------------------------------------------ | --------------- | ----------------- | ------------------------------- | --------------------------------------- |
| Saisons jouées                             | Gordie Howe     | Drapeau du Canada | 25                              | -                                       |
| Matchs joués                               | Gordie Howe     | Drapeau du Canada | 1 687                           | -                                       |
| Points en carrière                         | Gordie Howe     | Drapeau du Canada | 1 809 (786 buts + 1 023 passes) | -                                       |
| Buts en carrière                           | Gordie Howe     | Drapeau du Canada | 786                             |                                         |
| Passes en carrière                         | Steve Yzerman   | Drapeau du Canada | 1063                            | -                                       |
| Minutes de pénalités en carrière           | Bob Probert     | Drapeau du Canada | 2 090                           | -                                       |
| Minutes de pénalités en une saison         | Bob Probert     | Drapeau du Canada | 398                             | 1987-1988                               |
| Blanchissages en carrière                  | Terry Sawchuk   | Drapeau du Canada | 85                              | -                                       |
| Blanchissages en une saison                | Terry Sawchuk   | Drapeau du Canada | 12                              | 1951-1952 - 1953-1954 - 1954-1955       |
| Blanchissages en une saison                | Glenn Hall      | Drapeau du Canada | 12                              | 1955-1956                               |
| Victoires en carrière                      | Terry Sawchuk   | Drapeau du Canada | 351                             | -                                       |
| Matchs consécutifs                         | Alex Delvecchio | Drapeau du Canada | 548                             | Du 13 décembre 1956 au 11 novembre 1964 |
| Points en une saison                       | Steve Yzerman   | Drapeau du Canada | 155 (65 buts + 90 passes)       | 1988-1989                               |
| Buts en une saison                         | Steve Yzerman   | Drapeau du Canada | 65                              | 1988-1989                               |
| Passes en une saison                       | Steve Yzerman   | Drapeau du Canada | 90                              | 1988-1989                               |
| Points pour un défenseur en une saison     | Paul Coffey     | Drapeau du Canada | 77 (14 buts + 63 passes)        | 1993-1994                               |
| Points pour un joueur centre en une saison | Steve Yzerman   | Drapeau du Canada | 155 (65 buts + 90 passes)       | 1988-1989                               |
| Points pour un ailier droit en une saison  | Gordie Howe     | Drapeau du Canada | 103 (44 buts + 59 passes)       | 1968-1969                               |
| Points pour un ailier gauche en une saison | John Ogrodnick  | Drapeau du Canada | 105 (55 buts + 50 passes)       | 1984-1985                               |
| Points pour une recrue en une saison       | Steve Yzerman   | Drapeau du Canada | 87 (39 buts + 48 passes)        | 1983-1984                               |
| Buts en un match                           | Syd Howe        | Drapeau du Canada | 6                               | Le 3 février 1944                       |
| Passes en un match                         | Billy Taylor    | Drapeau du Canada | 7                               | Le 16 mars 1947                         |
| Points en un match                         | Carl Liscombe   | Drapeau du Canada | 7                               | le 5 novembre 1942 (3 buts et 4 passes) |
| Points en un match                         | Don Grosso      | Drapeau du Canada | 7                               | le 3 février 1944 (1 but et 6 passes)   |
| Points en un match                         | Billy Taylor    | Drapeau du Canada | 7                               | le 16 mars 1947 (7 passes)              |
| Participations au Match des étoiles        | Gordie Howe     | Drapeau du Canada | 22                              | -                                       |